# Я ніколи не плачу
«Я ніколи не плачу» (рос. Я никогда не плачу) — російськомовний мелодраматичний мінісеріал 2017 року, знятий в Україні. Серіал створено на замовлення телеканалу «Україна» на кіностудії «Українська продакшн студія». Режисером стрічки виступив український режисер Олександр Ітигілов.

## Сюжет
Тіна, інтелігентна і дуже скромна вчителька, викладає уроки в школі. Її тихе життя закінчується з появою в будинку колишнього чоловіка, нахаби і хама. Той ще приволік коханку з їхнім малолітнім сином і поставив нещасну Тіну перед фактом: мовляв, вони тут будуть тепер жити. Героїня не змогла вигнати нахабу і змирилася. Незабаром чоловікова пасія втікає, залишивши їм малюка. Колишній чоловік досить дивно намагається налагодити колишні стосунки: принижує жінку, не гребує насильством. Єдиною підтримкою Тіни стає сусід, інвалід-візочник.

## Акторський склад
| Актор                  | Роль                            |
| ---------------------- | ------------------------------- |
| Ірина Таранник         | Тіна (головна героїня)          |
| Іван Жидков            | Артем Зарубін                   |
| Артем Позняк           | Вадим Олександрович             |
| Катерина Вишнева       | Світлана                        |
| Артем Григор'єв        | Ленчик                          |
| Валерія Гуляєва        | Аліна (дружина Ленчика)         |
| Олена Бондарєва-Рєпіна | Матвєєва (мама Аліни)           |
| Алла Мартинюк          | Жанна (колишня наречена Артема) |
| Ніна Набока            | Дарія Василівна (домробітниця)  |
| Павло Алдошин          | друг Ленчика                    |
| Галина Корнєєва        | Віра Федорівна (мати Артема)    |
| Антоніна Макарчук      | вчителька                       |